# Рузский кремль
Рузский кремль (Рузское городище) — уникальный археологический памятник федерального значения, остатки валов от крепости в городе Рузы. Древнейшая часть, в прошлом главный общественно-политический и историко-художественный комплекс города.
Изначально крепость представляла собой фортификационное сооружение на сорокаметровом холме, которое подвергалась и татарскому, и польско-литовскому нападениям.
До XVI века на земляном валу городка возвышалась деревянная стена с шестью башнями.
После пожара 1619 года, в котором сгорела вся Руза, укрепления кремля больше не восстанавливались.
Городище расположено на территории города Руза, на мысу левого берега реки Руза (левый приток реки Москва) при впадении в нее ручья Городянка.
На данный момент ПКиО «Городок».
Периметр Рузского городища составляет 1 км, превышение над прилегающей местностью 25 — 40 метров. Перешеек перерезан двумя рвами со сложной системой въездов. Сложившийся микрорельеф — следы городских планировок XVI—XVII веков.

## История кремля

### Археологические исследования

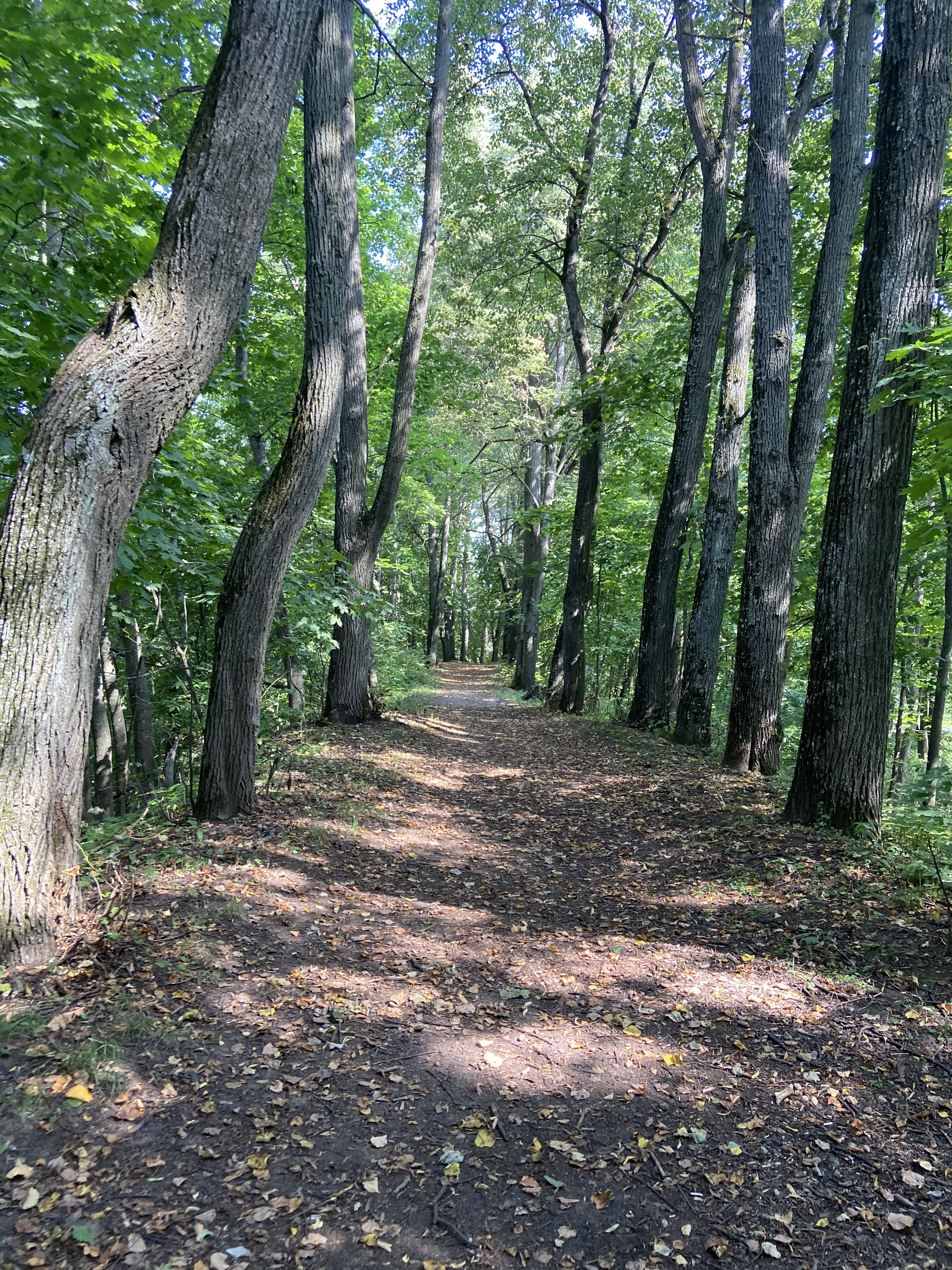
Валы крепости

Мощность культурного слоя от 1 м до 5-6 м по краям городища. Стерильный слой отсутствует, сразу под дерном идут слои XVII—XVIII вв.
С запада, востока и северной сторон сохранился вал высотой до двух метров; с запада видны остатки сильно заплывшего рва между рекой и ручьем.
Древний въезд находился в юго-западной части кремля. Склоны мыса крутые.
В северо-западной части площадки находится небольшой пруд, севернее которого видны прямоугольные западины — следы соляных амбаров XVIII века.
В юго-западной, северо-восточной и центральной частях памятника исследовано (В. А. Городцов, К. Я. Виноградов, Л. А. Голубева) около 200 квадратных метров.
Культурный слой темного цвета с включениями угля, золы, строительного мусора имеет толщину от 25 до 45 сантиметров. Найдены фундаменты лепной, гладкостенной посуды с вдавлениями по венчику, дьяковской культуры, гончарной древнерусской и позднесредневековой посуды, грузики «дьякова типа», цилиндрические замки, втульчатый наконечник копья ромбовидной формы, сабля, бронзовая накладка и изображением человеческой головы, монета Ивана IV. Основная масса керамики и большая часть вещей относятся к ХIV — XVII векам. Полученные материалы позволяют предполагать, что поселение на территории Рузского кремля существовало еще в первой половине I тысячелетия до нашей эры, но слой этого времени практически не сохранился.

### Дореволюционный период
Древнерусское поселение возникло здесь в домонгольское время.
Крепость была создана в XIV веке по приказу Дмитрия Донского.
Основанием того, что крепость в Рузе построена именно в это время, может служить сравнение двух духовных грамот князя. В первом завещании великого князя, написанное им в 1375 году, Руза стоит в общем ряду звенигородских волостей. Позднее, в завещании 1389 года, Дмитрий Донской называет Рузу «городком», выделяя из общего ряда звенигородских волостей и подчеркивая тем самым изменившееся положение Рузы.
При Иване сыне Василия Темного крепость перестраивается по всем правилам крепостного искусства.
С трех сторон крепость окружали мощные земляные валы. По всей окружности крепости стояла мощная деревянная стена из срубов по периметру, на которой располагаются 6 башен равномерно (не проезжих). Въезд в крепость шел через две проездные башни (сухие и мокрые ворота). Перешеек (приступная сторона) защищался валом высотой 200/20 м и двумя крепостными рвами.
При земляных работах установлено, что около нынешнего дальнего рва находилась оборонительная стена, построенная тыном. Внутри крепости были расположены семь церквей, которые создавали еще одно внутреннее кольцо обороны. Окружность крепости достаточно большая, до 1000 м.
Основные объекты Кремля были сооружены в конце ХIV — начале XV века. Исследованы участки наземной срубной постройки с печью, имевшей размеры 1,1 на 1,25 метра, а также гончарного горна ХIV — начала XV века. Слободы и посады археологически не исследовались. По данным Рузского музея, средневековая керамика и другие находки были сделаны на территории города в районе здания ПТУ, на улице Красной; в районе переулка Урицкого найдены человеческие кости, медные крестики. В 1901—1903 годах при устье ручья Городянка у юго-восточного склона Рузского городища было найдено около 10 серебряных граненых палочек — возможно, денежные гривны.
В 1618 году Руза подверглась осаде войсками польского королевича Владислава, домогавшегося московского престола, в ходе чего форт сильно пострадал.
В 1619 при сильном пожаре были уничтожены деревянные укрепления кремля, которые уже больше не восстанавливались. Пожар уничтожил и большую часть посада. На осыпи вала до XVIII столетия оставались лишь шесть башен.

Рузский воевода Иван Оксаков в 1669 году описывал крепость: 
«… В Рузе городской стены и острогу нет, только осыпь и на осыпи шесть башен и те ветхи, башня проезжая развалилась до основания и те шесть башен все раскрылись …»
В XVII в. военное значение г. Рузы было утрачено за счет отдаление крепости от границ государства, и во второй половине XVII в. «воротные башни крепости были развалены, башни стеновые без „верху стояли“, сами стены (острог) покосившись были, а зелья огневого (пороха) и снаряда огневого (огнестрельного оружия) при Рузе не было вовсе».
После победы над шведами Руза окончательно теряет свое военное значение, и крепость разбирается жителями полностью. Жители города переходят жить на посадские улицы, а городок превращается в место, где проходят ярмарки и стоят соляные амбары.
На осыпи вала до XVIII столетия оставались лишь шесть башен. Но в означенный период тут появились уже каменные сооружения — воеводская канцелярия, лавка по продаже соли и здание присутственных мест.
В начале XX на валах был разбит парк.

### Советский период
В советский период количество видов флоры в здешнем дендрарии стало намного больше. Была построена танцевальная площадка и организованы аттракционы.

## Городской парк «Городок»

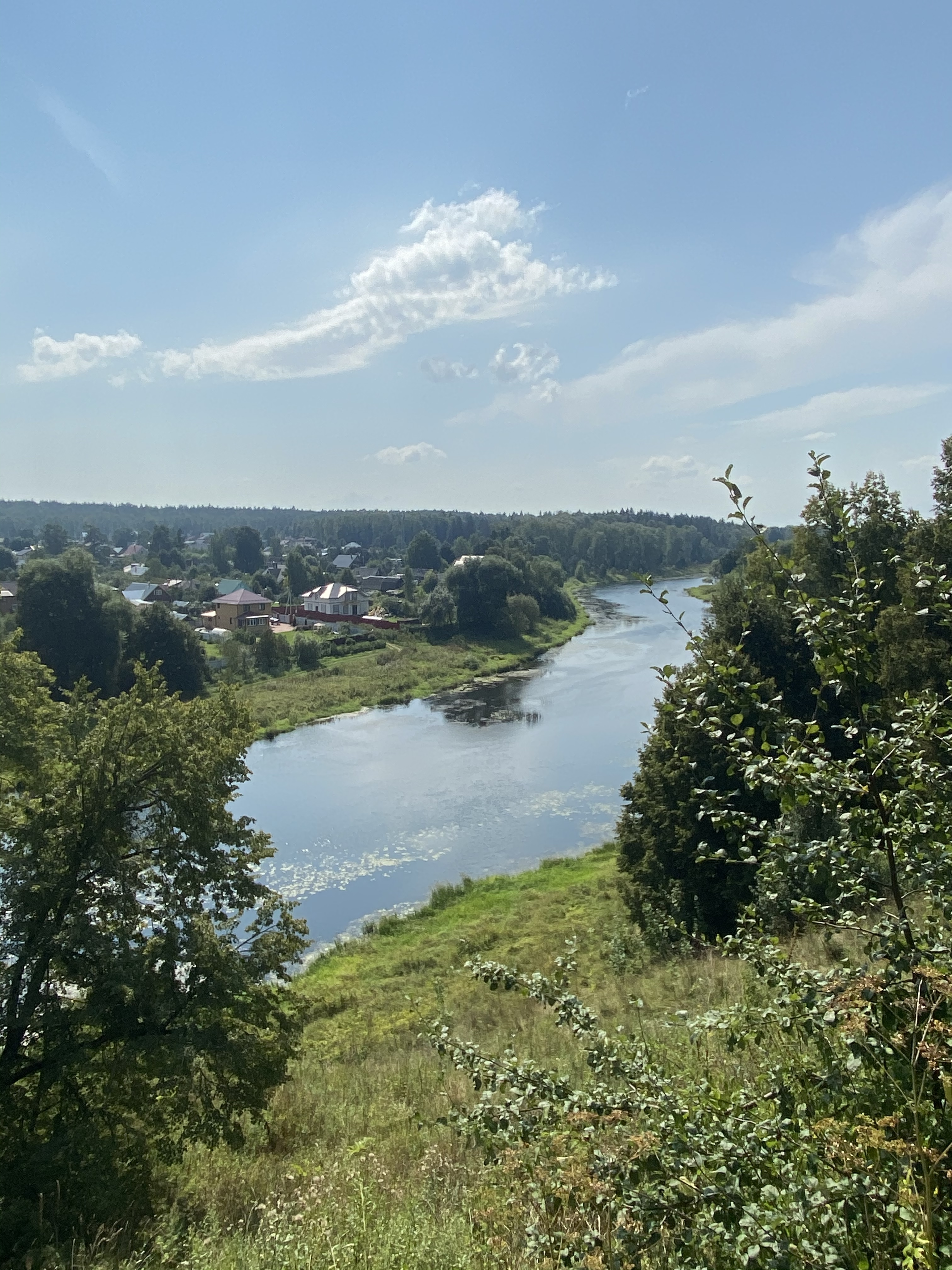
Вид со смотровой площадки

Парк был разбит в 1905 году Уникальность Городка ещё и в том, что это настоящий ботанический сад Подмосковья, в котором около 70 видов деревьев и 40 видов кустарника.
С нескольких смотровых площадок открываются виды на реку Рузу, Заречье, Висельную и Ивановскую горы, городские церковные храмы.
Вдали среди лесного массива вы увидите церковь Казанской иконы Божьей матери.

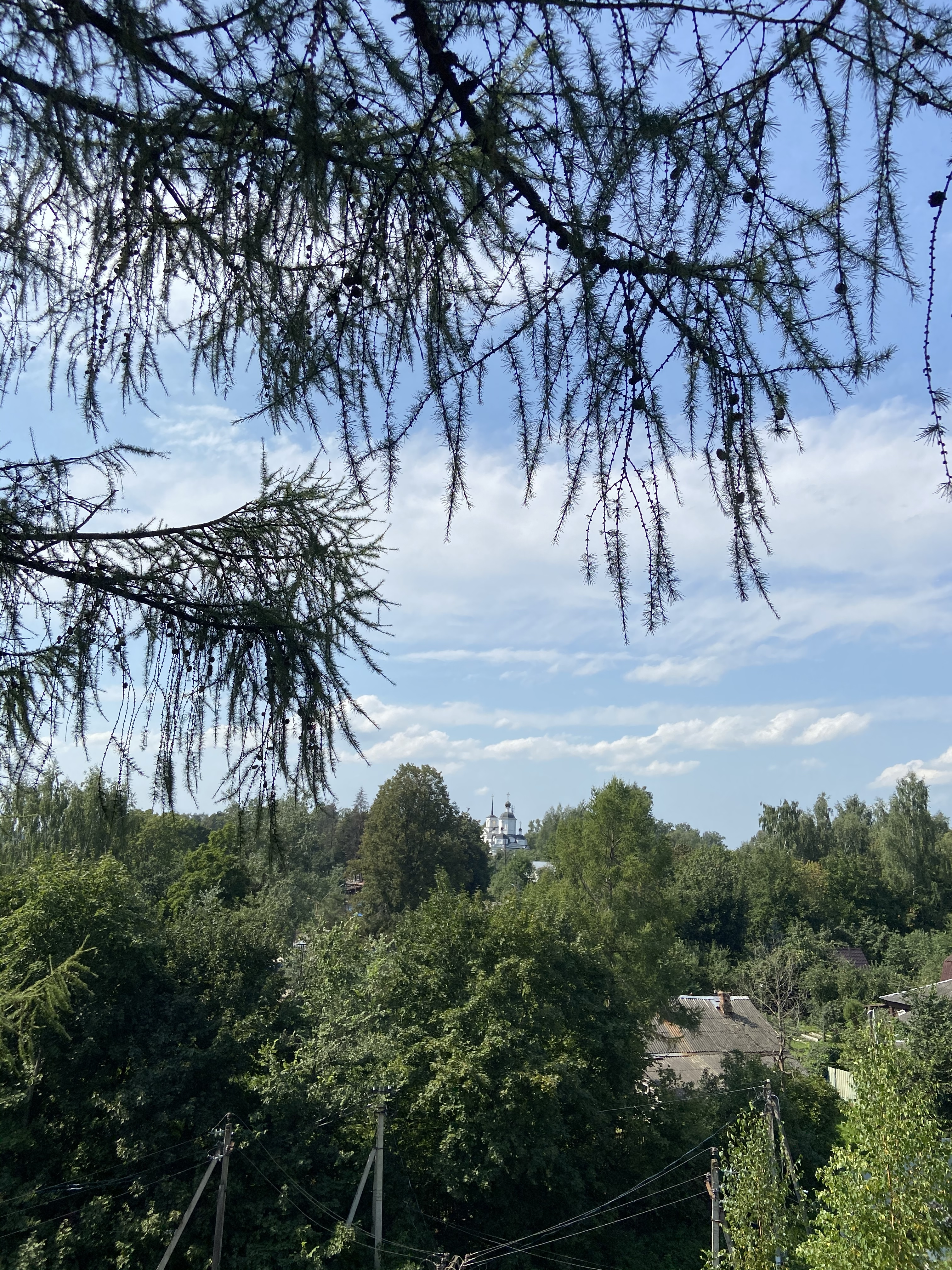
Вид с Валов

По валу проходит пешеходная дорожка, обсаженная деревьями.
На территории городского парка расположены:
- дендрарий
- крепостные валы,
- смотровые площадки[7],
- беседки, стилизованные под смотровые башни,
- аллеи из лип, кленов, лиственниц
- Пруд «Озеро разбитых сердец»
- танцплощадка парка культуры и отдыха
- аттракционы — веревочный, батутный и карусельный.

В парке на Городке водятся совы и редкие дятлы.
Парк оборудован парковкой.